# 耐タンパー性能
耐タンパー性能（たいタンパーせいのう）とは、コンピュータ・情報処理の分野において、機器や装置、ソフトウェアなどに対して考慮されることがある性質の一つで、それらの対象物の内部構造・データ処理メカニズムや、それらの対象物に記録されたデータなどが、外部から不当に解析、読み取り、改変がされにくいようになっているという性質。耐タンパー性（たいタンパーせい）、耐タンパ性（たいタンパせい）とも。対応する英語表現は tamper resistant であるが、英語ではより一般的な、コンピュータ・情報処理の分野にとどまらない用法もある。
耐タンパー性を実現する手法は、以下の切り口で分類される。
- ソフトウェア・ハードウェアのいずれで実装するか
- 外部からの関与を受けにくいようにするか、外部からの関与を受けたときに読み取り・改変がされにくいようにするか